# Coraebus elatus
Coraebus elatus – gatunek chrząszcza z rodziny bogatkowatych i podrodziny Agrilinae.

## Taksonomia
Gatunek ten opisany został po raz pierwszy w 1787 roku przez Johana Christiana Fabriciusa pod nazwą Buprestis elatus.

## Morfologia
Chrząszcz o wydłużonym ciele długości od 4,5 do 7,2 mm. Ubarwienie ma złotawe lub zielonkawoniebieskie. Głowę ma zaopatrzoną w duże, dochodzące do przedniej krawędzi przedplecza oczy. Ząbkowanie na czułkach zaczyna się od czwartego członu. Przedplecze ma niezmodyfikowane krawędzie boczne. Na tarczce brak jest kila. Pokrywy pozbawione są punktowanych pasów oraz porośnięte są jednobarwnym, jasnym, nieformującym pasków czy kropek owłosieniem. 

## Ekologia i występowanie

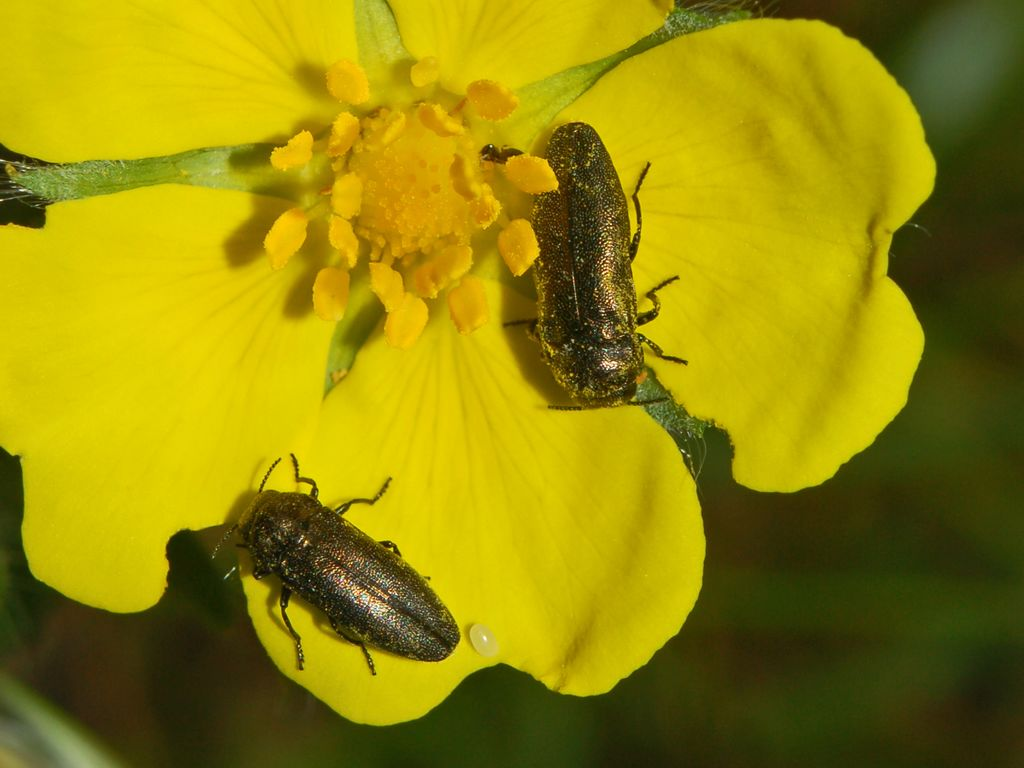
Imagines na kwiecie

Owad ten zasiedla głównie zbiorowiska kserotermiczne. Występuje do rzędnych 2300 m n.p.m. Larwy są ryzofagiczne i żerują na korzeniach roślin z rodziny różowatych. Wśród ich roślin żywicielskich wymienia się krwiściąg mniejszy, pięciornik wyprostowany, pięciornik rozłogowy, poziomki oraz rzepik pospolity. Owady dorosłe są aktywne od maja do sierpnia. Odżywiają się płatkami kwiatów, chętnie posłonków.
Gatunek palearktyczny, w Europie znany z Portugalii, Hiszpanii, Francji, Niemiec, Szwajcarii, Austrii, Włoch, Polski, Czech, Słowacji, Węgier, Białorusi, Ukrainy, Mołdawii, Rumunii, Bułgarii, Słowenii, Chorwacji, Bośni i Hercegowiny, Serbii, Czarnogóry, Albanii, Macedonii Północnej, Grecji oraz europejskich części Turcji i Rosji. W Azji podawany jest z Cypru, Turcji, Zakaukazia, Syrii i Syberii, na wschód po Ałtaj.
Na „Czerwonej liście gatunków zagrożonych Republiki Czeskiej” umieszczony jest jako gatunek narażony na wymarcie (VU). Z kolei na „Czerwonej liście Republiki Federalnej Niemiec” oraz na „Czerwonej liście bogatkowatych Saksonii-Anhalt” jako umieszczony jest jako gatunek wymierający.